# تیم ملی فوتبال ولز
تیم ملی فوتبال ولز نماینده کشور ولز در مسابقات بین‌المللی و اروپایی است که زیر نظر اتحادیه فوتبال ولز فعالیت می‌کند.
نخستین بازی رسمی این تیم در ۲۶ مارس ۱۸۷۶ میلادی در برابر تیم ملی فوتبال اسکاتلند برگزار شده‌است؛ تیم ملی ولز در ۲ ژوئیه ۱۹۱۰ عضو فیفا و ۱۸ آوریل ۱۹۵۴ به عضویت یوفا درآمده است.
تیم ملی ولز فقط دو دوره موفق به حضور در جام‌جهانی گردیده‌است. اولین بار در جام جهانی فوتبال ۱۹۵۸ که تا مرحله یک چهارم نهایی نیز صعود کرد.  دومین بار هم که در ۵ ژوئن ۲۰۲۲ با پیروزی ۱–۰ بر تیم ملی فوتبال اوکراین بعد از ۶۴ سال در بازی پلی آف جام جهانی راهی جام جهانی ۲۰۲۲ قطر شد.
این تیم جواز حضور در جام ملت‌های ۲۰۱۶ و جام ملت‌های ۲۰۲۰ را به‌دست‌آورده‌است.

## سرمربی
| نام           | ملیت     | زمانِ فعالیت | نام         | ملیت | زمانِ فعالیت |
| ------------- | -------- | ----------- | ----------- | ---- | ----------- |
| والی بارنز    | ولز      | ۱۹۵۵ - ۱۹۵۴ | برایان فلین | ولز  | ۲۰۱۰        |
| جیمی مورفی    | ولز      | ۱۹۶۴ - ۱۹۵۶ | گری اسپید   | ولز  | ۲۰۱۱ - ۲۰۱۰ |
| دیو بوئن      | ولز      | ۱۹۷۴ - ۱۹۶۴ | کریس کولمن  | ولز  | ۲۰۱۷ - ۲۰۱۲ |
| رون برگس      | ولز      | ۱۹۶۵        | رایان گیگز  | ولز  | ۲۰۲۲ - ۲۰۱۸ |
| مایک اسمیت    | انگلستان | ۱۹۷۹ - ۱۹۷۴ | راب پیج     | ولز  | ۲۰۲۰ -      |
| مایک انگلند   | ولز      | ۱۹۸۷ - ۱۹۷۹ |             |      |             |
| دیوید ویلیامز | ولز      | ۱۹۸۸        |             |      |             |
| تری یورات     | ولز      | ۱۹۹۳ - ۱۹۸۸ |             |      |             |
| جان توشاک     | ولز      | ۱۹۹۴        |             |      |             |
| مایک اسمیت    | انگلستان | ۱۹۹۵ - ۱۹۹۴ |             |      |             |
| بابی گولد     | انگلستان | ۱۹۹۹ - ۱۹۹۵ |             |      |             |
| نویل ساوتال   | ولز      | ۱۹۹۹        |             |      |             |
| مارک هیوز     | ولز      | ۲۰۰۴ - ۱۹۹۹ |             |      |             |
| جان توشاک     | ولز      | ۲۰۱۰ - ۲۰۰۴ |             |      |             |

## بازیکنان
فهرست بازیکنان در جام جهانی ۲۰۲۲ (آمار و ارقام تا ۲۱ نوامبر ۲۰۲۲، پس از بازی مقابل تیم ملی ایالات متحده آمریکا)